# Куделка, Йозеф
Йозеф Куделка (англ. Josef Koudelka; род. 10 января 1938[…], Босковице[…]) — фотограф, один из важнейших представителей документальной фотографии.

## Биография
Родился в 1938 году в деревне Босковицы (население около 10 000) в Южноморавском крае. Учился в Пражском Техническом Университете, где в 1961 году получил степень.
С 1961 года по 1967 год работает авиаинженером в Праге и Братиславе. 1967 год стал переломным: в доминиканском монастыре в Кракове устраивается выставка работ, накопленных за предыдущие годы, и Коуделка признаётся профессиональным фотографом.
Наступает 10-летний «цыганский период», благодаря которому и прославился Йозеф. Итогом этого периода была книга «Цыгане» (1975 г.)
21 августа 1967 года запечатлел окончание «Пражской весны», когда танки государств — членов Варшавского договора — появлялись на улицах Праги. В это время был замечен работником известного фотоагентства «Магнум» Яном Берри, которого поразило бесстрашие фотографа.
С 1971 года становится работником «Магнума», где сотрудничает с Анри Картье-Брессоном и с которым они впоследствии станут близкими друзьями.
В 1980 году переезжает во Францию и получает французское гражданство.
В 1994 году участвует в съёмках фильма Тео Ангелопулоса «Взгляд Улисса».
И по настоящий момент Йозеф Коуделка остаётся действующим фотографом, который путешествует по разным странам и отображает их действительность.

## Награды
- Золотая медаль Роберта Капы (1969)
- Prix Nadar (1978)
- Гран-при Национальной de-la-Photographie (1989)
- Премия Картье-Брессона (1991)
- «Хассельблад» (1992)